# Мартьяново (Одинцовский район)

Мартьяново — деревня в Одинцовском районе Московской области России. Входит в сельское поселение Никольское. Население на 2006 год — 6 человек, в деревне числятся 2 садовых товарищества. До 2006 года Мартьяново входило в состав Шараповского сельского округа.
Деревня расположена на юго-западе района, в 8 километрах к юго-западу от Звенигорода, на левому берегу реки Островня. Высота центра над уровнем моря — 164 м.
Впервые в исторических документах деревня встречается в писцовой книге 1558 года как поместье звенигородского дворянина Афанасия Торжнева. По Экономическим примечаниям 1800 года в сельце Мартьяново было 5 дворов, 23 души мужского пола и 28 женского. На 1852 год в казённая деревне Мартьяново числилось 7 дворов и 64 жителя, в 1890 году — 82 человека. По Всесоюзной переписи 17 декабря 1926 года числилось 21 хозяйство и 123 жителя, по переписи 1989 года — 11 хозяйств и 9 жителей.